# خوان فرانسیسکو
خوان فرانسیسکو (اسپانیایی: Juan Francisco‎؛ زادهٔ ۲۴ ژوئن ۱۹۸۷) بازیکن بیس‌بال اهل جمهوری دومینیکن است.
وی در مسابقات کشوری و بین‌المللی در مجموع برندهٔ ۱ مدال برنز شده‌است.